# Бардовска базилика
Бардовската базилика (на македонска литературна норма: Бардовска базилика) е раннохристиянска православна базилика, чиито руини са открити в скопското село Бардовци, Северна Македония.

## История
Базиликата е разкрита на Църквен рид в селото. Проучена е от Радослав Груич в 1935 година. Около нея има останки от архитектурна каменна пластика. Базиликата е част от античния град Скупи.